# James Cruze
James Cruze (Ogden, 27 maart 1884 – Los Angeles, 3 augustus 1942) was een Amerikaans acteur en filmregisseur uit het tijdperk van de stomme film. Hij is onder filmliefhebbers vooral bekend als de regisseur van de epische western The Covered Wagon.

## Biografie
Cruze werd geboren als Jens Cruz Bosen op 27 maart 1884 in Ogden (Utah). Hij trouwde vier keer. Met zijn eerste vrouw, waarvan de identiteit onbekend is, was hij getrouwd van circa 1901 tot haar dood in 1907. Ze kregen vijf kinderen. Van 1913 tot 1923 was hij getrouwd met actrice Marguerite Snow, met wie hij een dochter Julie kreeg. Van 1924 tot 1930 was hij getrouwd met actrice Betty Compson. Met zijn laatste echtgenote, Alberta Beatrice McCoy, trad hij in het huwelijk in 1941, ze waren nog steeds getrouwd bij zijn dood.
Hij maakte zijn debuut als acteur in 1910 bij de Lubin Manufacturing Company. In 1911 ging hij aan de slag bij Thanhouser Company, waar het grootste deel van zijn films werden geproduceerd, meestal als hoofdrolspeler.
Na zijn vertrek bij Thanhouser in 1916 werkte hij voor verschillende andere filmproductiebedrijven als regisseur en producent. Zijn grote doorbraak als regisseur kende hij toen zijn Paramount Pictures-productie The Covered Wagon uit 1923 een enorm succes werd. Deze dure western werd gefilmd onder ruige buitenomstandigheden, waardoor Cruze's scènes een realisme en uitstraling hadden die niet te vergelijken was met routineuze B-westerns. Cruze werd een van Paramounts beste regisseurs en in 1926 scoorde hij opnieuw een succes met de zeevaartsaga Old Ironsides, met grootschalige actiescènes gefilmd in een experimenteel breedbeeldproces.
Met de opkomst van de geluidsfilm werd Cruze, ondertussen een vooraanstaand en gerespecteerd regisseur, partner in het ambitieus onafhankelijke filmbedrijf Sono Art-World Wide Pictures. Hun eerste film, The Great Gabbo uit 1929, was een musical geproduceerd en geregisseerd door Cruze. In typische Cruze-stijl was het een epische musical, met uitgebreide muzikale sequenties gefilmd in kleur. De verhaallijn was echter veel te zwaar en macaber voor een luchtige musical: een krankzinnige buikspreker die verliefd wordt op een danseres die van een ander houdt, en zijn buiksprekerspop die een eigen leven gaat leiden en hem terroriseert. The Great Gabbo loste bij lange na niet de verwachtingen in aan de kassa en Cruze zag zichzelf vervolgens genoodzaakt om de routineuze, lowbudget melodrama's van Sono Art te regisseren.
Na een herorganisatie in 1932 verliet Cruze Sono Art en klopte hij aan bij zijn voormalige werkgever Paramount. Hij kreeg er de kans om een sequentie te regisseren in de mozaïekfilm If I Had a Million uit 1932. Cruze kampte echter met een alcoholprobleem en de opdracht leidde niet tot een nieuwe baan. Will Rogers bood hem werk aan als regisseur van twee van de Rogers-films bij Fox en de samenwerking had kunnen voortduren als Rogers in 1935 niet was omgekomen bij een vliegtuigongeluk.
In 1936 liep zijn reputatie als regisseur onherstelbare schade op. Hij werd door Universal ingehuurd om de western Sutter's Gold te draaien, een openluchtspektakel in de trant van zijn eerdere film The Covered Wagon uit 1923. Helaas ontbrak het de studio en de film aan grote Hollywoodnamen om bioscoopbezoekers te lokken. Bovendien spendeerde Cruze gigantische bedragen aan de film, zoals hij in de dagen van de stomme film gewend was geweest. De film flopte grandioos aan de kassa en ruïneerde Universal.
Cruze, met het Sutter's Gold-debacle op zijn naam, vond daarna werk bij Republic Pictures, een onafhankelijke studio die  zich specialiseerde in lowbudget actiefilms en westerns. Cruze regisseerde bij Republic in 1937 en 1938 vier onopvallende speelfilms maar zijn contract werd niet verlengd, wat het einde betekende van zijn carrière. Zijn alcoholprobleem werd steeds groter en tijdens de laatste vier jaar van zijn leven geraakte hij niet meer aan de bak.
Hij pleegde zelfmoord op 3 augustus 1942 in zijn huis in Hollywood op 58-jarige leeftijd.